# Eriocaulon tuberiferum
Eriocaulon tuberiferum là một loài thực vật có hoa trong họ Eriocaulaceae. Loài này được A.R.Kulk. & Desai mô tả khoa học đầu tiên năm 1974.